# 호동굴성 생물
호동굴성 생물은 동굴과 유사한 지상 환경에서도 살 수 있는 동물이다. 진동굴성 생물과 달리 호동굴성 생물은 동굴 안과 밖에서 번식을 하면서 살 수 있다.

## 종류
다음의 종류가 호동굴성 생물에 속한다.
- 거미류
- 갑각류
- 직시류
- 톡토기류

## 같이 보기
- 진동굴성 생물
- 주기성 생물